# Зохар Шіклер
Зохар Шіклер (8 липня 1997) — ізраїльська плавчиня.
Учасниця Олімпійських Ігор 2016 року.